# Komanice
Komanice (cyr. Команице) – wieś w Serbii, w okręgu kolubarskim, w gminie Mionica. W 2011 roku liczyła 361 mieszkańców.